# Sylhet
Sylhet è una città metropolitana nel nord-est del Bangladesh. È la sede amministrativa del Divisione di Sylhet.

## Geografia
La città è situata sulla riva destra del fiume Surma nel nord-est del Bengala. Ha un clima subtropicale e un rigoglioso paesaggio altopiano. La città ha una popolazione di oltre 479.837 residenti.

## Economia e turismo
Si tratta di una delle città più importanti del Bangladesh, dopo Dacca e Chittagong, specialmente per l'economia e per il turismo; è inoltre uno dei più importanti centri spirituali e culturali del Bangladesh. 

## Nome
Il nome Sylhet è anglicizzato da Srihatta.